# Memory address register
Il memory address register (MAR, lett. "registro indirizzi di memoria"), è un registro della CPU contenente l'indirizzo della locazione di memoria RAM in cui si andrà a leggere o scrivere un dato. In altre parole, il MAR contiene l'indirizzo di memoria del dato a cui la CPU dovrà accedere.
Quando bisogna leggere dalla memoria principale, i dati vengono salvati nel Memory Data Register (MDR) e poi usati dalla CPU; quando invece bisogna scrivere, la CPU scrive i dati dal MDR all'indirizzo di memoria che è salvato nel MAR.
Generalmente il MAR è un registro di carico parallelo che contiene il prossimo indirizzo di memoria a dover essere manipolato, per esempio, il prossimo indirizzo a dover essere letto o scritto.
Se il registro indirizzi ha k bit, si possono indirizzare fino a {\displaystyle 2^{k}} celle di memoria, i cui indirizzi variano fra {\displaystyle 0} e {\displaystyle 2^{k}-1}.